# Budureasa
Budureasa – wieś w Rumunii, w okręgu Bihor, w gminie Budureasa. W 2011 roku liczyła 1641 mieszkańców.